# DC Showcase: Kamandi: The Last Boy on Earth!
DC Showcase: Kamandi: The Last Boy on Earth! es un cortometraje de animación estadounidense de superhéroes de 2021 basado en el personaje del mismo nombre producido por Warner Bros. Animation y DC Entertainment. Se incluyó como parte de la edición doméstica de la película Justice Society: World War II.

## Argumento
Kamandi y sus amigos, el príncipe Tuftan del Reino de los Tigres y el mutante humanoide Ben Boxer, son secuestrados por una secta de gorilas dedicada a encontrar la reencarnación de su dios, El Poderoso.

## Reparto
- Cameron Monaghan como Kamandi
- Steve Blum como el Príncipe Tuftan
- Armen Taylor como Ben Boxer
- Adam Gifford como Zuma